# Dirk Beheydt
Dirk Beheydt  est un footballeur belge, né le 17 octobre 1951 à Izegem (Belgique).

## Biographie
Il a évolué comme avant-centre au Cercle Bruges KSV  où il a fait l'essentiel de sa carrière. Il a marqué 115 buts en 295 matches officiels joués en neuf saisons avec les Groen-Zwart. Il a souvent été le meilleur buteur du club en Championnat (1976, 1977, 1979, 1980 et 1983). Il n'est donc pas surprenant qu'il soit le troisième meilleur marqueur du club de tous les temps, derrière Marcel Pertry et Josip Weber.
Les supporters du club l'ont désigné à deux reprises, en 1976 et 1977, comme meilleur joueur de l'année.
Il a été International pour un match amical joué à Rome, le 26 janvier 1977 contre l'Italie (défaite 2-1). 
En 1984, il part au Racing Club Harelbeke, club évoluant en Division 3. Il y termine sa carrière de footballeur en 1986.

## Palmarès
- International le 26 janvier 1977 : Italie-Belgique, 2-1
- International militaire
- 240 matches et 83 buts marqués en Division 1
- Champion de Belgique D2 en 1979 avec le Cercle Bruges KSV